# Udo Kier
Udo Kier, narozen jako Udo Kierspe (* 14. října 1944, Kolín nad Rýnem) je německý herec, známý především v hororových filmech.

## Mládí
Narodil se v Kolíně nad Rýnem. Nemocnice, ve které se narodil, byla za několik dní po jeho narození bombardována. Svého otce v dětství moc nevídal. V roce 1962 se přestěhoval do Velké Británie.

## Kariéra
Svoji hereckou kariéru zahájil jako chráněnec režiséra Rainera Wernera Fassbindera. Hrál ve filmech, jako je Tělo pro Frankensteina, Maďarská rapsodie, Třetí generace atd. Objevil se ve filmech Larse von Triera (kromě filmů Idioti, The Element of Crime,  Kdo je tady ředitel? a Antikrist) a je kmotrem von Trierovy dcery Agnes.
Kromě toho si zahrál ve filmu Barb Wire po boku Pamely Andersonové, také mimořádně cynického chirurga pracujícího pro NASA v Armageddonu. Objevil se také ve videoklipech hitů Deeper and Deeper od Madonny a Make Me Bad od skupiny Korn.
Ztvárnil také postavu Yuriho v PC hře Command & Conquer: Red Alert 2 a jejím rozšíření Yuri’s Revenge.

## Filmografie
- 2021 Swan Song – Pat Pitsenbarger
- 2019 Nabarvené ptáče – mlynář
- 2013 NYMPH()MANIAC – číšník
- 2012 Iron Sky – Mondführer Wolfgang Kortzfleisch
- 2011 Melancholia – Wedding planner
- 2011 Der Himmel hat vier Ecken
- 2011 Pariser Platz - Berlin – Guru
- 2011 Keyhole
- 2011 Borgia – papež Inocenc VIII.
- 2011 Night of the Templar – Paul
- 2010 Scooby-Doo! Mystery Incorporated – profesor Pericles
- 2010 Das Leben ist zu lang – Tabatabai
- 2010 Long Live the People of the Revolution
- 2010 Chuck – Otto Van Vogel
- 2008 Lulu & Jimi – Schultz
- 2007 Far Cry – Dr. Krieger
- 2007 Halloween
- 2005 Manderlay – pan Kirspe
- 2003 Modigliani – Max Jacob
- 2003 Dogville - Muž v plášti
- 2000 Dancer in the Dark – Dr. Pokorný
- 2000 Zkurvená existence – fotograf v Berlíně
- 1999 Konec světa – dr. Donald Abel
- 1998 Nebezpečný vlak – Reddick
- 1998 Armageddon – psycholog
- 1998 Blade – Dragonetti
- 1997 Ledová apokalypsa – doktor Norman Kistler
- 1997 Boj o Excalibur – Sligon
- 1996 Linie násilí – Zoltán Tibor
- 1996 Prolomit vlny – sadista na lodi
- 1996 Bratři Skladanovští
- 1995 Lea – Block
- 1995 Pinocchiova dobrodružství – Lorenzini
- 1995 Barb Wire – Kudrnáč
- 1994 Johnny Mnemonic – Ralfi
- 1994 Pod tlakem
- 1994 Království – Åge Krüger / malý bratr
- 1994 Ace Ventura: Zvířecí detektiv – Ronald Camp
- 1991 Evropa – Lawrence Hartmann
- 1991 Mé soukromé Idaho – Hans
- 1988 Médea – Jason
- 1987 Epidemie – sebe
- 1985 Dva nosáči a video
- 1983 Moskva na Hudsonu – gay
- 1981 Lili Marleen – Drewitz
- 1981 Lola
- 1980 Berlín, Alexandrovo náměstí – mladík v baru
- 1979 Lulu – Jack Rozparovač
- 1979 Třetí generace
- 1978 Maďarská rapsodie – Poór
- 1977 Bolwieser
- 1977 Suspiria – Dr. Frank Mandel
- 1975 Historie d'O – Rene
- 1974 Tělo pro Frankensteina
- 1973 Joseph Balsamo – Gilbert